# Seigneurie de Notre-Dame-des-Anges
La Seigneurie de Notre-Dame-des-Anges est situé dans la région de la Capitale-Nationale, au Québec. Cette ancienne seigneurie occupe en partie le site du lieu historique national Cartier-Brébeuf.

## Histoire
La seigneurie est concédée aux Jésuites par Henri de Lévis le 10 mars 1626. Son étendue est à l'origine de 1 lieue de front sur 4 lieues de profondeur, le long de la rivière Saint-Charles. Le 15 janvier 1637 une augmentation de 1 lieue de front sur 4 lieues de profondeur est accordée aux Jésuites par la Compagnie de la Nouvelle-France et le  18 mars 1637 une augmentation de 12 arpents leur est accordée, par la même compagnie, pour l'emplacement d'un collège. Une dernière augmentation de 1 lieue de front sur 4 lieues de profondeur est accordée aux Jésuites par le gouverneur Jean de Lauson le 17 janvier 1652. Les jésuites ne l'exploitent qu'à compter de 1652. La seigneurie conserve son intégrité territoriale et sa vocation agricole jusqu'en 1855.